# Dabeiba
Dabeiba – miasto w Kolumbii, w departamencie Antioquia.